# آنجلا کریست
آنجلا کریست (انگلیسی: Angela Christ؛ زادهٔ ۶ مارس ۱۹۸۹) بازیکن فوتبال اهل پادشاهی هلند است.
وی همچنین در تیم ملی فوتبال زنان هلند بازی کرده‌است.